# 賞田廃寺跡

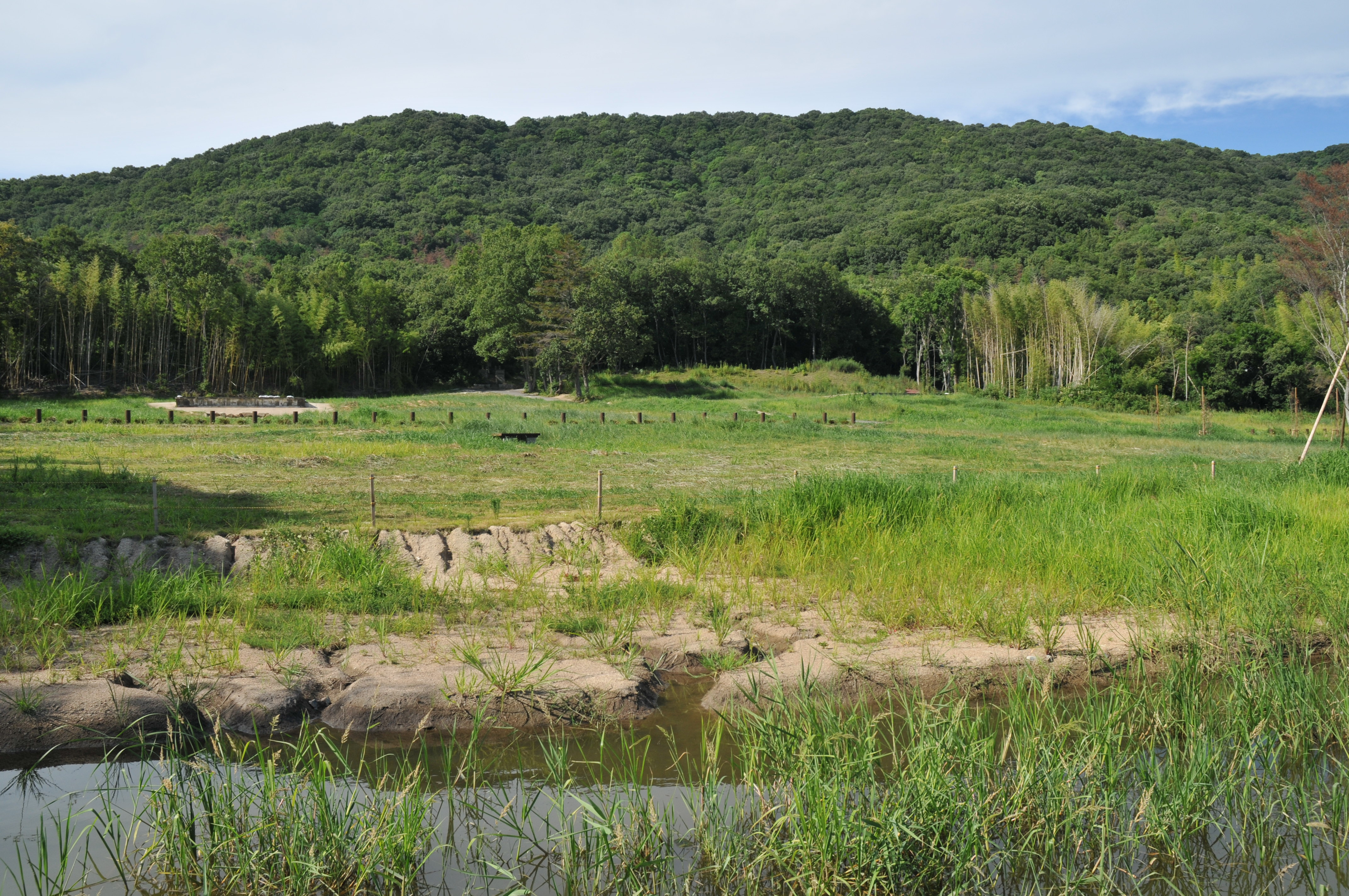
賞田廃寺

伽藍配置

賞田廃寺跡（しょうだはいじあと）は岡山県岡山市中区賞田にある仏教寺院の遺跡。国の史跡。

## 概要

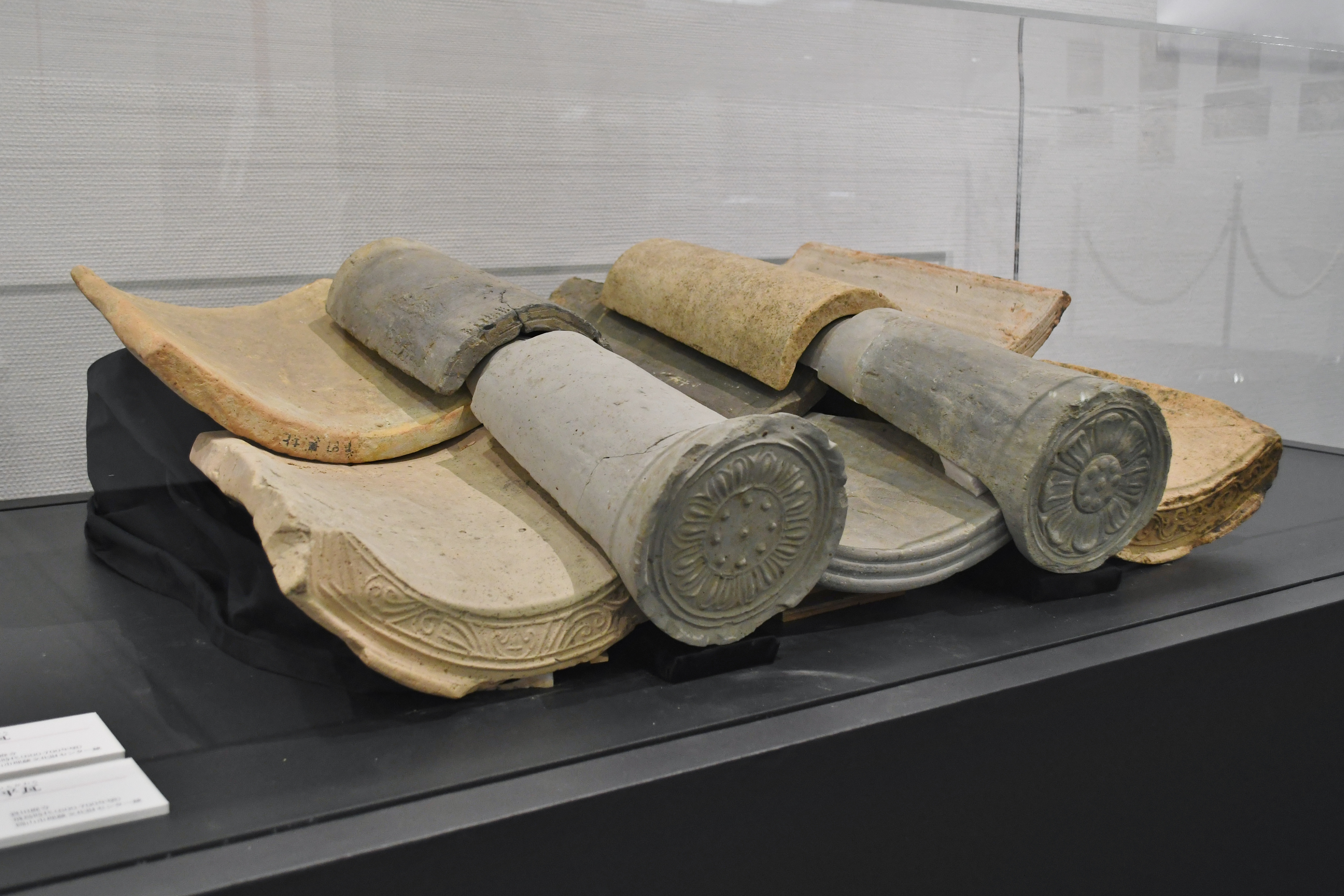
屋根瓦復元岡山シティミュージアム企画展示時に撮影。

賞田廃寺跡は岡山市街地の北東、龍ノ口山南麓に位置する。遺跡の周辺では瓦片が出土するなど古くからここに寺院跡があることが知られていたが、寺院の名称は記録がなく不明である。古代吉備の豪族であった上道氏の氏寺の一つと推測される。この遺跡の周囲には、唐人塚古墳などの古墳が数基見られ備前国府跡や幡多廃寺跡もあり、この地域一帯は古墳時代から奈良時代にかけての古代吉備の中心地の一つであったと推定される。
当初は7世紀前半に小堂が建造された。7世紀中葉の飛鳥時代には本格的な寺院が営まれ、奈良時代に全盛期を迎えた。その後衰微し、13世紀、鎌倉時代までは存続していた。以上のことが昭和45年（1970年）の発掘調査で確認された。また、平成13年（2001年）からの発掘調査で、室町時代にも何らかの仏教施設が存在したことが確認されている。
昭和45年（1970年）の発掘調査では、寺院の規模が概ね1町（約110平方メートル）四方であることが分かり、金堂・塔・西門・回廊・築地跡の一部が検出された。また、飛鳥時代と奈良時代の二度に渡って大整備がなされていたことが判明した。発掘によって奈良三彩などの陶磁器類、各時代の瓦、基壇の石材などの遺物が発掘された。塔の基壇には凝灰岩壇正積基壇が用いられており、これは畿内中心部の有力寺院に見られる基壇で地方寺院では極めて珍しいものである。出土した奈良三彩や塔の基壇構造から上道氏と中央政権との繋がりの強さを見ることができる。寺院の北東には瓦窯跡も発見され、この寺院の瓦はここで焼かれた。
平成13年（2001年）12月からの発掘調査では、寺院建造物の配置が確認され、前回の発掘調査で西門と思われていた建物は西塔と確認された。これにより金堂の位置は東西両塔の中心線より東にずれていることが分かった。金堂は7世紀の飛鳥時代に建造され、基壇の規模は東西15.5メートル・南北12.6メートルであることが確認され、14世紀に焼亡したと推定される。また、西塔の北側に9個の礎石が検出されたが、これは室町時代に建てられた仏堂と推測されている。調査の後、東西両塔の基壇が復元され、遺跡の整備がなされた。
昭和47年（1972年）に国の史跡に指定された。

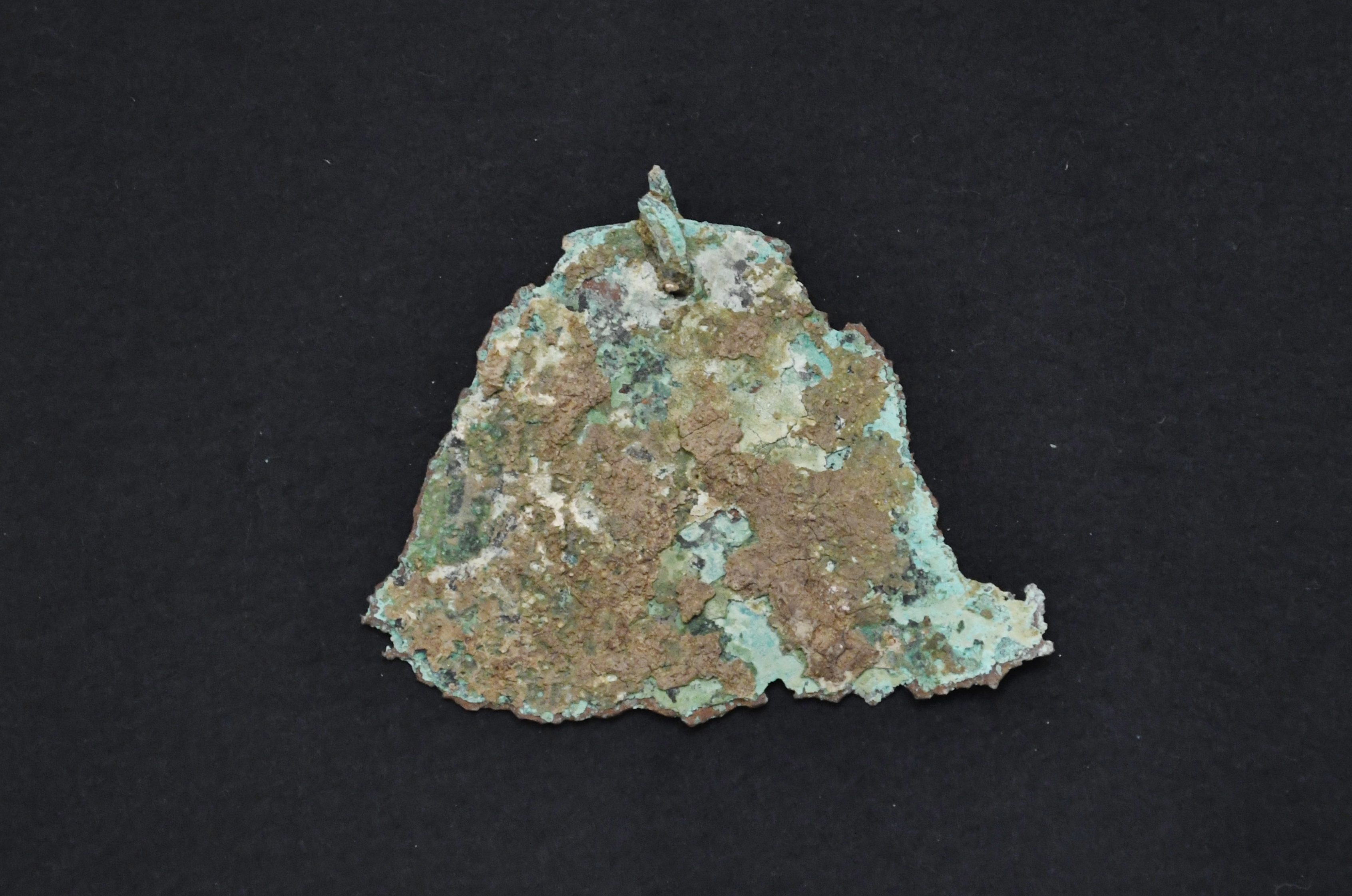
風招 岡山シティミュージアム企画展示時に撮影。

- 風招
岡山シティミュージアム企画展示時に撮影。

## アクセス
- 宇野バス四御神（しのごぜ）線 脇田停留所で下車、北へ徒歩1分